# سوماتواستاتین
سوماتواستاتین (Somatostatin)، هورمونی است که باعث مهار ترشح بسیاری از هورمون‌ها از جمله هورمون رشد از هیپوفیز می‌شود. این هورمون، یک هورمون پپتیدی دارای ۱۴ تا ۲۸ اسیدآمینه بوده که در دستگاه گوارش از معده، روده و لوزالمعده و دستگاه عصبی مرکزی (مغز و هیپوتالاموس) ترشح می‌شود.
این هورمون علاوه بر هیپوتالاموس به‌وسیلهٔ سلولهای دلتای جزایر لانگرهانس نیز ترشح می‌شود. سوماتواستاتین ترشحات پانکراس را مهار می‌کند. سوماتواستاتین به صورت پری پرو سوماتواستاتین ترشح شده و بعد از گذراندن تغییراتی به هورمون بالغ تبدیل می‌شود. این هورمون ترشح و آزاد شدن هورمون رشد را مهار می‌کند. این هورمون هیچ تأثیری بر روی ترشح پرولاکتین یا هورمون‌های گونادوتروپین ندارد. نیمه‌عمر آن فقط چند دقیقه است.

## اثر هورمون
سوماتواستاتین یا هورمون مهارکننده هورمون رشد (GHIH)، با تأثیر بر گیرنده‌های خود در هیپوفیز موجب مهار ترشح هورمون رشد و هورمون محرکه تیروئید می‌شود. همچنین در دستگاه گوارش موجب مهار ترشح هورمونهای گاسترین، موتیلین، سکرتین، انسولین، کوله‌سیستوکینین، (VIP) و (GIP) خواهد شد. این هورمون موجب کندی حرکات روده می‌شود.